# Домарев, Виктор Сергеевич
Виктор Сергеевич Домарев (29.10.1898—03.10.1985) — советский геолог, лауреат Государственной премии СССР (1986).
Родился 29 октября 1898 г. в Баку в семье горного инженера Сергея Николаевича Домарева. Мать — Юлия Павловна.
Окончил Ленинградский горный институт (1925). Совмещал научную работу в Геолкоме (с 1924 г.) с преподаванием на кафедре геологии Военно-Технической академии (1925—1926), на кафедре разведочного дела ЛГИ (1929—1938).
В 1934—1941 гг. работал в Геологическом комитете (ВСЕГЕИ), занимался разведкой месторождений железа, меди, сурьмы, золота на Урале, в Казахстане, в Средней Азии и Приморье.
Участник Великой Отечественной войны с июня по декабрь 1941 года (Ленинградский фронт), комиссован после тяжёлого ранения. В 1942—1945 гг. работал в Башкирском геологическом управлении.
В 1945 году вернулся во ВСЕГЕИ (Ленинград). Изучал месторождения меди, золота, свинца, цинка, железа и других полезных ископаемых на территории Урала, Казахстана, Туркмении, Украины, Алтая, Западной Сибири. Специалист в области металлогенического анализа, теории образования стратиформных месторождений цветных металлов, метаморфогенного рудообразования.
По совместительству преподавал и вёл научную работу в Ленинградском горном институте, с 1950 г. доцент, с 1952 г. — профессор, с 1964 по 1974 г. заведующий кафедрой полезных ископаемых.
Государственная премия 1976 года (в составе коллектива) — за цикл работ «Стратиформные месторождения цветных металлов, их минеральные ресурсы и генезис».
Награждён орденами Ленина, Трудового Красного Знамени и 7 медалями, в том числе «За победу над Германией».
Сочинения:
- Формации рудных месторождений в истории земной коры / В. С. Домарев. — Л. : Недра : Ленингр. отд-ние, 1984. — 168 с. : ил.; 21 см.
- «Месторождения урана капиталистических стран» (1956).